# 小行星8094
小行星8094（英語：8094）是一颗围绕太阳公转的小行星。1992年10月24日，杉江淳在Dynic发现了此天体。
这颗小行星的绝对星等为250.4191626632348等。